# Langdurig ondersteunde versie
Een langdurig ondersteunde versie, in het Engels long-term support (LTS) release genoemd, is een stabiele softwareversie die nog verdergaande ondersteuning krijgt. Hierdoor kan deze software maanden of zelfs jaren langer gebruikt worden. LTS-versies krijgen beveiligingsupdates, om te zorgen dat het systeem niet kwetsbaar is gedurende deze langere periode. Voor gebruikers van de software geeft dit een garantie dat ze deze software, ook op oudere hardware, kunnen blijven gebruiken als deze hardware onder de LTS-versie ondersteund wordt.